# Gymnoxyphium splendidum
Gymnoxyphium splendidum är en svampart som beskrevs av Bat. & I.J. Araujo 1963. Gymnoxyphium splendidum ingår i släktet Gymnoxyphium, divisionen sporsäcksvampar och riket svampar.   Inga underarter finns listade i Catalogue of Life.